# Drake (Illinois)
Drake es un área no incorporada ubicada en el condado de Greene en el estado estadounidense de Illinois.

## Geografía
Drake se encuentra ubicada en las coordenadas 39°27′31″N 90°28′25″O / 39.45861, -90.47361.